# Districte de Torcy
El Districte de Torcy és un dels cinc districtes en què es divideix el departament francès del Sena i Marne, a la regió de l'Illa de França. Té 9 cantons i 43 municipis. El cap del districte és la sotsprefectura de Torcy.

## Composició

### Cantons
- Champs-sur-Marne
- Chelles
- Combs-la-Ville (en part)
- Lagny-sur-Marne
- Ozoir-la-Ferrière (en part)
- Pontault-Combault
- Serris (en part)
- Torcy
- Villeparisis (en part)

### Municipis
Els municipis del districte de Torcy, i el seu codi INSEE, son:
1. Bailly-Romainvilliers (77018)
2. Brie-Comte-Robert (77053)
3. Brou-sur-Chantereine (77055)
4. Bussy-Saint-Georges (77058)
5. Bussy-Saint-Martin (77059)
6. Carnetin (77062)
7. Chalifert (77075)
8. Champs-sur-Marne (77083)
9. Chanteloup-en-Brie (77085)
10. Chelles (77108)
11. Chessy (77111)
12. Chevry-Cossigny (77114)
13. Collégien (77121)
14. Conches-sur-Gondoire (77124)
15. Coupvray (77132)
16. Courtry (77139)
17. Croissy-Beaubourg (77146)
18. Dampmart (77155)
19. Émerainville (77169)
20. Férolles-Attilly (77180)
21. Gouvernes (77209)
22. Gretz-Armainvilliers (77215)
23. Guermantes (77221)
24. Jablines (77234)
25. Jossigny (77237)
26. Lagny-sur-Marne (77243)
27. Lesches (77248)
28. Lésigny (77249)
29. Lognes (77258)
30. Magny-le-Hongre (77268)
31. Montévrain (77307)
32. Noisiel (77337)
33. Ozoir-la-Ferrière (77350)
34. Pomponne (77372)
35. Pontault-Combault (77373)
36. Roissy-en-Brie (77390)
37. Saint-Thibault-des-Vignes (77438)
38. Serris (77449)
39. Servon (77450)
40. Thorigny-sur-Marne (77464)
41. Torcy (77468)
42. Tournan-en-Brie (77470)
43. Vaires-sur-Marne (77479)